# Jack Cantoni
Pour les articles homonymes, voir Cantoni.

a Compétitions nationales et continentales officielles uniquement.

b Matchs officiels uniquement.
Dernière mise à jour le 13 mai 2013.
Jack Cantoni dit Canto, né le 11 mai 1948 à Carmaux et mort le 24 juin 2013 à Béziers, est un joueur français de rugby à XV évoluant au poste d'ailier, puis rapidement celui d'arrière. International à 17 reprises, il gagne deux fois le Tournoi des Cinq Nations. Il effectue la majeure partie de sa carrière avec l'AS Béziers avec qui il obtient sept titres de Champion de France en tant que joueur et un en tant qu'entraineur.

## Biographie

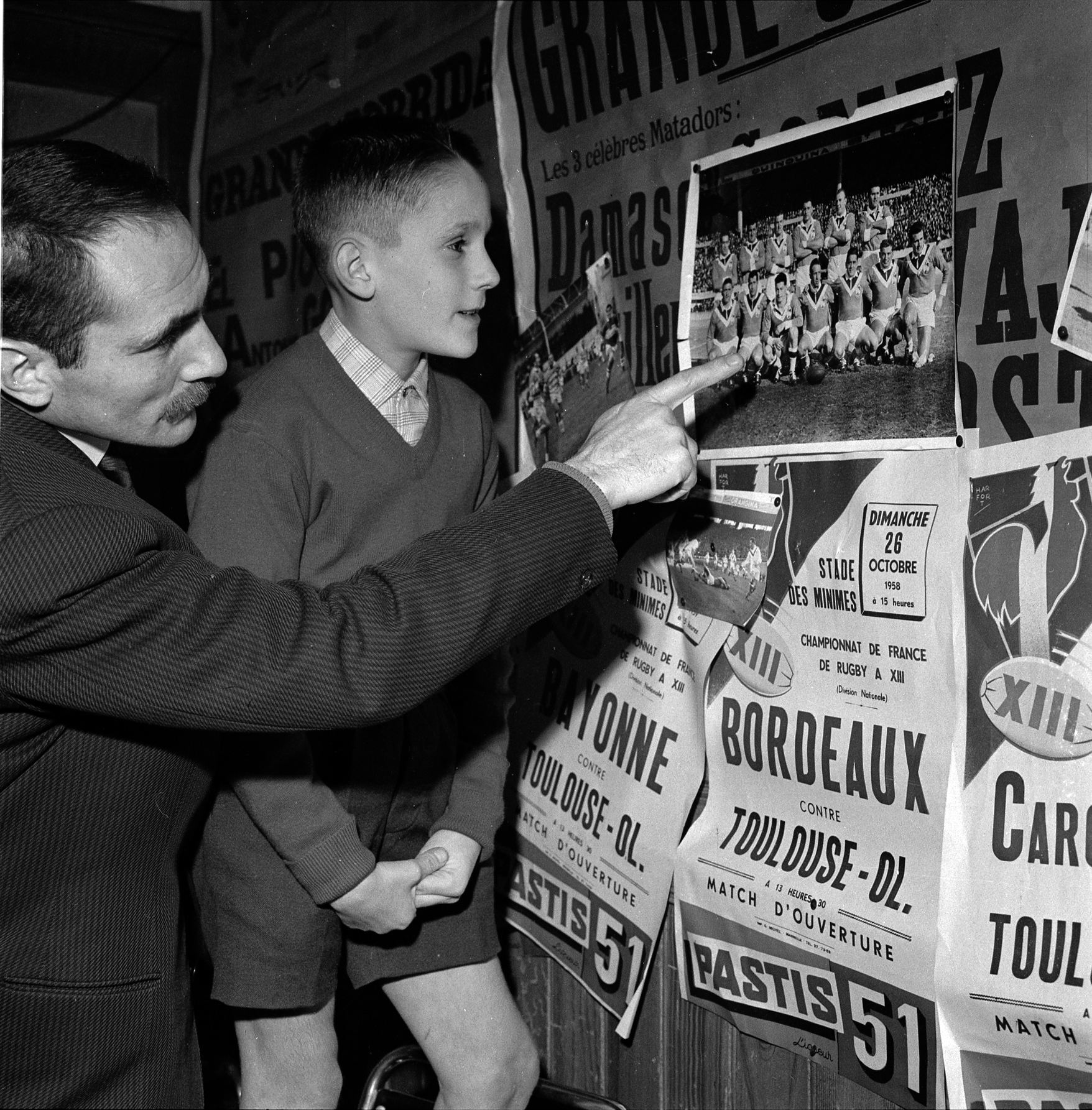
Jack, enfant, aux côtés de son père devant une photo de l'équipe de Toulouse Olympique en 1958.

Jack Cantoni est le fils de Vincent Cantoni, un grand ailier international treiziste vice-champion du monde en 1954. C'est donc naturellement qu'il débute au rugby à XIII en cadets avec le Toulouse olympique XIII. Recruté en 1965 au Stade toulousain pour rejoindre le rugby à XV, il est ensuite repéré par l'AS Béziers qu'il rejoint en 1967 en équipe junior. Il remporte la Coupe Frantz-Reichel en 1968.
Il passe ensuite en équipe première et remporte sept titres de Champion de France de 1971 à 1980. Lors de la première finale en 1971 remporté contre le RC Toulon, il est à l'origine de l'essai égalisateur à la 75e minute sur une action de plus de 100 mètres démarrée près de sa ligne d'en but où il élimine trois adversaires en effectuant des crochets avant de passer le ballon à René Séguier qui s'en va aplatir,. Victime d'une cravate juste après la passe, il ne voit pas son coéquipier marquer l'essai égalisateur. À la suite de cet exploit, la presse l'affuble du surnom la truite en référence à cette course folle où il évite ses adversaires en réalisant des crochets acrobatiques. Sa saison 1970-1971 est également celle de sa première sélection en équipe de France lors du match contre le pays de Galles dans le cadre du Tournoi des Cinq Nations. Il ne dispute que cette seule rencontre du Tournoi que la France remporte ex æquo avec les Gallois.
L'année suivante, il réalise un autre exploit en marquant un bel essai contre l'Angleterre au stade de Twickenham. Au mois de juin, il participe à la tournée en Afrique du Sud où l'équipe de France obtient un match nul 8 partout à Durban contre les Springboks grâce à un drop marqué en coin par Cantoni des 48 mètres. Il connaît un total de dix-sept sélections en équipe nationale jusqu'en 1975, date de sa dernière sélection. Il reste au club biterrois jusqu'en 1980, puis il part pour ses deux dernières années de joueur au Club athlétique bédaricien. Il devient ensuite un temps le co-entraîneur des « rouges et bleus » de l'AS Béziers avec qui il remporte un huitième titre de Championnat de France en 1981,.
En dehors des terrains, il est entrepreneur. Il est marié à Jackie avec qui il a deux enfants prénommés Thibaud et Dorothée. Il meurt le 25 juin 2013 à l'âge de 65 ans, quelques mois avant son père .

## Palmarès

### En club
- Vainqueur du championnat de France en 1971, 1972, 1974, 1975, 1977, 1978 et 1980;
- Finaliste du championnat de France en 1976;
- Vainqueur du challenge Yves du Manoir en 1972, 1975 et 1977[6];
- Finaliste du challenge du Yves Manoir en 1973, 1978 et 1980;
- Bouclier d'automne en 1970, 1972, 1974, 1976, 1977 (ne joue pas la finale) et 1980;
- Finaliste du Bouclier d'automne 1972, 1975;
- Vainqueur du challenge Jules-Cadenat en 1968, 1970, 1971, 1972, 1975, 1977 et 1978;
- Champion de France junior A en 1968 avec Béziers, junior B en 1966 avec Toulouse;
- Champion de France cadets en 1964 avec Toulouse;
- Champion de France militaire en 1967.

### En équipe nationale
- Vainqueur des Tournois des Cinq Nations 1970 (ex- æquo avec le pays de Galles) et 1973 (quintuples ex æquo)

| Édition           | Rang | Résultats France | Résultats J. Cantoni | Matchs J. Cantoni |
| ----------------- | ---- | ---------------- | -------------------- | ----------------- |
| Cinq Nations 1970 | 1    | 3 v, 0 n, 1 d    | 0 v, 0 n, 1 d        | 1/4               |
| Cinq Nations 1971 | 2    | 1 v, 2 n, 1 d    | 1 v, 2 n, 1 d        | 4/4               |
| Cinq Nations 1972 | 4    | 1 v, 0 n, 3 d    | 0 v, 0 n, 2 d        | 2/4               |
| Cinq Nations 1973 | 1    | 2 v, 0 n, 2 d    | 2 v, 0 n, 1 d        | 3/4               |
| Cinq Nations 1975 | 2    | 2 v, 0 n, 2 d    | 0 v, 0 n, 0 d        | 1/4               |

Légende : v = victoire ; n = match nul ; d = défaite ; la ligne est en gras quand il y a Grand Chelem.

### Distinctions personnelles
- Meilleur marqueur du championnat en 1970[6]
- Oscar midi olympique d'argent en 1971[3]
- En 2022, une passerelle Jack-Cantoni est inaugurée à proximité du centre Polygone à Béziers

## Statistiques en équipe nationale
De 1970 à 1975, Jack Cantoni connaît dix-sept sélections en équipe de France, marquant trois essais et un drop soit un total de treize points. Il dispute notamment cinq Tournois des Cinq Nations.
| Année | Compétition  | Matchs | Points | Essais | Transf. | Drops | Pénal. |
| ----- | ------------ | ------ | ------ | ------ | ------- | ----- | ------ |
| 1970  | Cinq Nations | 1      | 3      | 1      | -       | -     | -      |
| 1970  | Test matchs  | 1      | -      | -      | -       | -     | -      |
| 1971  | Cinq Nations | 4      | 3      | 1      | -       | -     | -      |
| 1971  | Test matchs  | 4      | 7      | 1      | -       | 1     | -      |
| 1972  | Cinq Nations | 2      | -      | -      | -       | -     | -      |
| 1973  | Cinq Nations | 3      | -      | -      | -       | -     | -      |
| 1973  | Test matchs  | 1      | -      | -      | -       | -     | -      |
| 1975  | Cinq Nations | 1      | -      | -      | -       | -     | -      |
| Total | Total        | 17     | 13     | 3      | 0       | 1     | 0      |